# Jaskinia na Łączkach Górna
Jaskinia na Łączkach Górna – jaskinia w dolnej części Doliny Będkowskiej na Wyżynie Krakowsko-Częstochowskiej. Znajduje się w Łączkach Kobylańskich będących częścią wsi Kobylany w województwie małopolskim, w  powiecie krakowskim, w gminie Zabierzów.

## Opis jaskini
Jaskinia znajduje się powyżej Rusnej Skały (Ruskiej Skały) w porośniętym lasem wzniesieniu Kobylskie Góry. Jej otwór znajduje się tuż przy ścieżce prowadzącej grzbietem wzniesienia. Można do niego wpaść, gdyż jest poziomy, na powierzchni terenu. Opada z niego na głębokość około 5 m pionowa studnia. Jaskinia jest niebezpieczna, istnieje bowiem możliwość obrywania się zablokowanych w szczelinie skał.
Jaskinia powstała w późnojurajskich wapieniach skalistych na pęknięciu skał. Otwór ma szerokość 0,5 m i długość 2 m. Pierwsze 5 m poniżej otworu to pionowa studnia o dnie wypełnionym skalnym gruzem. W południowym kierunku odchodzi od niej wznoszący się korytarz o długości 3 m i wysokości 2 m. Powyżej półki odchodzi drugi korytarz. Jest to ciasna pochylnia opadająca na głębokość 8 m. Z jej końca opada w dół ciasna szczelina. Można nią zejść do głębokości 12 m, niżej przechodzi w niedostępną szczelinę ciągnącą się w kierunku północno-zachodnim.   
Jaskinia powstała w wyniku ruchu mas skalnych na zboczu doliny. Brak w niej form erozyjnych. Jest silnie przewiewna. Ma własny mikroklimat. Zimą podczas silnych mrozów z otworu wydobywają się kłęby pary wodnej.  Światło słoneczne dociera tylko na głębokość kilku metrów w studni za otworem. Osad jaskini tworzy wapienny gruz i próchniczno-ilasty osad. Miejscami na ścianach i stropie występują naloty mleka wapiennego. W otworze rozwijają się glony i porosty. Ze zwierząt obserwowano pajęczaki i motyle: szczerbówka ksieni, rusałka pawik, paśnik jaskiniowiec. Kryją się w niej nietoperze.
Otwór jaskini odkopali 7 listopada 1976 roku grotołazi z Krakowskiego Klubu Turystyki Jaskiniowej. Oni też ją eksplorowali. Pierwszy opis jaskini opracował A. Wito w 1977 r. a dokumentację M. Czepiel w 1980 r. Plan jaskini sporządził M. Pruc. 
W wapiennych skałach wzniesienia Kobylskich Gór jest jeszcze kilka innych jaskiń: Jaskinia na Łączkach, Lej na Łączkach, Schronisko nad Jaskinią na Łączkach. 

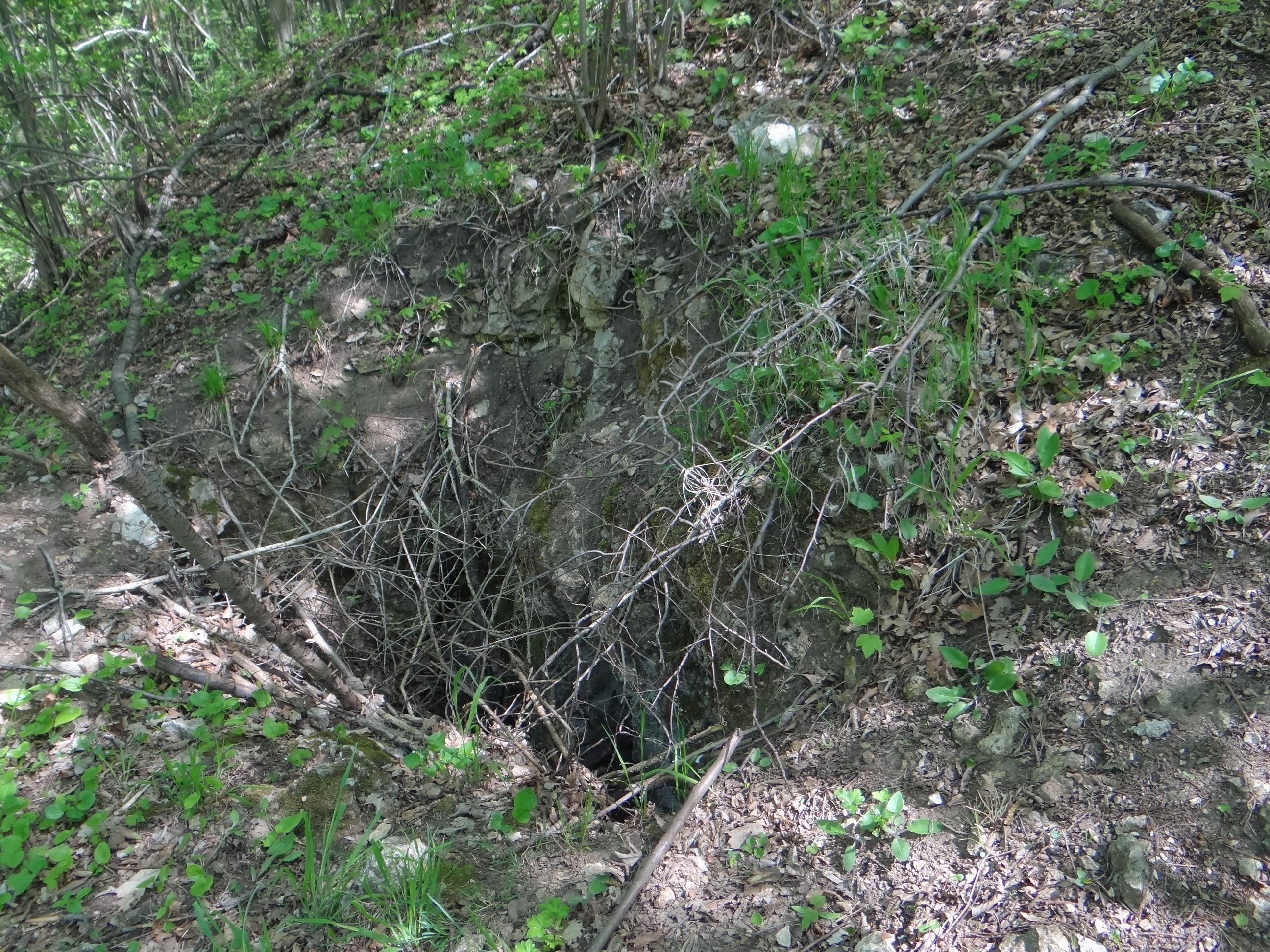
Zasłonięty gałęziami otwór jaskini